# 塔山古寺
塔山古寺，位于中国广东省汕头市澄海区莲上镇涂城村，现为澄海区文物保护单位，类型为古建筑，公布时间为1992年12月3日。
塔山古寺的历史年代为宋代。